# Калабин, Алексей Иванович
Алексей Иванович Калабин (1920—2008) — подполковник Советской Армии, участник Великой Отечественной войны, Герой Советского Союза (1944).

## Биография
Алексей Калабин родился 19 февраля 1920 года в деревне Теряево (ныне — Гаврилово-Посадский район Ивановской области). Окончил семь классов школы. С 1937 года проживал в Иваново, после окончания школы фабрично-заводского ученичества работал каландровщиком на Ивановском комбинате искусственной подошвы. В мае 1940 года Калабин был призван на службу в Рабоче-крестьянскую Красную Армию. С осени 1941 года — на фронтах Великой Отечественной войны. Участвовал в боях в Крыму. В марте 1942 года Калабин окончил курсы младших лейтенантов. Участвовал в боях на Дону, под Таганрогом получил тяжёлое ранение в левую руку. После излечения вернулся на фронт, участвовал в Сталинградской битве, 26 декабря 1942 года во второй раз был тяжело ранен. Летом 1943 года вновь вернулся на фронт, участвовал в Курской битве. К сентябрю 1943 года лейтенант Алексей Калабин командовал пулемётной ротой 321-го стрелкового полка 15-й стрелковой дивизии 61-й армии Центрального фронта. Отличился во время битвы за Днепр.
27 сентября 1943 года батальон, в состав которого входа рота Калабина, первым в полку вышел к Днепру. На базе роты была создана штурмовая группа из 98 бойцов и командиров. 2 октября 1943 года группа, несмотря на массированный вражеский огонь, успешно переправилась через Днепр в районе села Новосёлки Репкинского района Черниговской области Украинской ССР и захватила плацдарм на его западном берегу. Группа отразила 8 немецких контратак, уничтожив около 200 солдат и офицеров противника. Сам Калабин лично уничтожил 11 немецких солдат, получил два ранения, но продолжал сражаться.
Указом Президиума Верховного Совета СССР «О присвоении звания Героя Советского Союза генералам, офицерскому, сержантскому и рядовому составу Красной Армии» от 15 января 1944 года за «образцовое выполнение боевых заданий командования по форсированию реки Днепр и проявленные при этом мужество и героизм» лейтенант Алексей Калабин был удостоен высокого звания Героя Советского Союза с вручением ордена Ленина и медали «Золотая Звезда» за номером 2762.
23 октября 1943 года Калабин в пятый раз за время войны получил ранение. После излечения он был отправлен военным комендантом этапа станции «Горький», где встретил конец войны. В январе 1946 года он был направлен на курсы усовершенствования офицерского состава, но уже в сентябре того же года, не окончив их, в звании майора был уволен в запас, позднее получил звание подполковника запаса. Проживал в Иваново. Окончил Высшую партийную школу при ЦК ВКП(б), после чего находился на партийной и хозяйственной работе. Умер 17 апреля 2008 года, похоронен на ивановском кладбище «Балино». Был последним Героем Советского Союза, проживавшим в Ивановской области.
Почётный гражданин Иваново. Также был награждён орденом Отечественной войны 1-й степени и рядом медалей.
Мемориальная доска в память о Калабине установлена Российским военно-историческим обществом на школе села Новосёлка, где он учился.